# Nazmi Rrahmani
Nazmi Rrahmani (n. 15 octombrie 1940, Balloci⁠(d), Podujeva Municipality⁠(d), Provincia Autonomă Kosovo și Metohia, Serbia) este un editor și scriitor albanez, care a descris în scrierile sale viața rurală din regiunea Kosovo.

## Biografie
Nazmi Rrahmani s-a născut la 15 octombrie 1940 în localitatea Balovac din apropiere de Podujevo, într-o comunitate rurală care a reprezentat sursa principală de inspirație a scrierilor sale. A învățat la școlile din Podujevo și Priștina, apoi a urmat studii de limba și literatura albaneză la Priștina. După absolvirea studiilor în 1960, a lucrat ca reporter pentru Radio Priștina, apoi ca redactor la ziarele Rilindja (Renașterea) și Jeta e Re și la editura Rilindja, unde a ajuns până la funcția de director. În prezent locuiește la Priștina.
A debutat de timpuriu în plan literar, publicând romane de succes scrise în stil tradițional. Primul său roman, Malësorja (Fata de la munte), descrie moravurile rurale din Kosovo și a fost premiată. Romanele ulterioare au subiecte similare: Tymi i votrës së fikur (Focul unei inimi stinse, 1969), Toka e përgjakur (Pământ însângerat, 1973), Pas vdekjes (Kthimi i njeriut të vdekur) (După moarte, 1975). Romanul Rruga e shtëpisë sime (Strada casei mele, 1978) relatează povestea expulzării albanezilor din Turcia.
Nazmi Rrahmani este un scriitor popular care a avut și continuă să aibă un număr mare de cititori, în special în Kosovo.  Este cunoscut mai ales în rândul copiilor de școală, dar opera sa este citită de oameni din toate straturile sociale și de toate vârstele. Rrahmani este unul din puținii autori ai literaturii albaneze contemporane care scrie un singur fel de proză, roman. Opera sa este realizată într-un stil realist documentar.

## Opera literară

### Romane
- Malësorja, 1965,
- Tymi i votrës së fikur, 1969,
- Toka e përgjakur, I, II, 1973,
- Pas vdekjes (Kthimi i njeriut të vdekur), 1975,
- Rruga e shtëpisë sime, 1978.[4]

### Traduceri
- Nikos Kazantzakis, Jeta e Zorbës (Zorba Grecul), Rilindja, Priștina, 1978